# Ctenitis lorencei
Ctenitis lorencei är en träjonväxtart som beskrevs av Holtt. Ctenitis lorencei ingår i släktet Ctenitis och familjen Dryopteridaceae. Inga underarter finns listade.